# Mateja Gaber
Mateja Gaber, slovenska germanistka, * 18. november 1965, Murska Sobota, Slovenija.  
Je doktorica znanosti s področja literarnih ved.

## Življenje in delo
Osnovno šolo in gimnazijo je končala v Murski Soboti. Na Filozofski fakulteti v Ljubljani je študirala nemški in slovenski jezik ter književnost in si pridobila strokovni naziv profesorica nemščine in slovenščine. Leta 1999 je magistrirala pri Antonu Janku s področja srednjeveške nemške književnosti (Heinrich von Veldeke: Eneît. Književni liki v odnosu do gote in êre), leta 2014 pa doktorirala z disertacijo Podoba Waltherja von der Vogelweideja v fiktivnih biografijah od 19. do 21. stoletja. Po diplomi se je najprej zaposlila na Gimnaziji Bežigrad v Ljubljani, kjer je poučevala nemški jezik v nacionalnem programu in v programu mednarodne mature.
Od leta 1998 je zaposlena na Oddelku za germanistiko z nederlandistiko in skandinavistiko kot lektorica. Poučuje nemščino kot jezik stroke na Oddelku za primerjalno književnost in literarno teorijo ter Oddelku za umetnostno zgodovino. Od leta 2017 je predsednica Akademskega zbora Filozofske fakultete, od leta 2020 pa vodja galerije Peti štuk. Poročena je s pediatrom Branetom Gabrom, s katerim imata tri hčerke: Hano, Valesko in Eleno. V prostem času igra golf. in je ljubiteljica umetnosti in vsega lepega.

### Projekti
Leta 2019 je ob 100. obletnici Univerze v Ljubljani ter 100. obletnici ustanovitve šole oblikovanja Bauhaus koordinirala intermedijski in interdisciplinarni projekt Triadni balet, ki je bil zasnovan kot hommage ikoničnemu Schlemmerjevemu Triadnemu baletu ter Bauhausu. Projekt je obsegal predstavo Triadni balet, simpozij o Bauhausu ter znanstveno monografijo Bauhaus - Baumensch: Človek. Umetnost. Tehnologija.
V okviru projekta Evropska noč raziskovalcev: Humanistika, to si ti! je leta 2020 v sodelovanju Filozofske fakultete in Naravoslovnotehnične fakultete bila idejni in organizacijski vodja velikega projekta Fenomen Chanel, ki je z znanstvenim simpozijem, izdajo monografije ter modno revijo obeležil dva historična dogodka v svetu mode: 100. obletnico ikoničnega parfuma Chanel N°5 ter nastanek male črne obleke. 

### Leposlovje
Leta 2021 je izdala svoje prvo leposlovno delo, literarizirano avtobiografijo Svet, kot iz škatlice vzet. Kot piše Milena Mileva Blažić v spremni besedi, gre za primarno večnaslovniško delo, ki vključuje poleg avtobiografije in značilnosti Bildungsromana oz. razvojnega romana tudi drobce pustolovskega romana in ljubezenskega romana, obenem pa za družinsko oziroma rodoslovno pripoved ter kroniko osemdesetih let. "Pripovedovalka to deželo ljubi, to se vidi iz vsake zapisane besede, zraven jo spremljajo še sijajen spomin, nezgrešljiva prekmurska mehkoba in več kot očitna pripovedna veščina," je zapisal Matjaž Kmecl na zavihu.   
Svet je drugačen (2025)   

## Priznanja
- 2009: Priznanje ŠSFF za nadpovprečno uspešno pedagoško delo[16]
- 2018: Priznanje ŠSFF za nadpovprečno uspešno pedagoško delo
- 2019: Priznanje Filozofske fakultete za enkraten dogodek: scenarij in izvedba slavnostne akademije ob 100. obletnici Filozofske fakultete Univerze v Ljubljani[17]

## Navedki
- »Bila je zelo kompleksna osebnost. In mislim, da ne smemo toliko gledati, kakšna je bila in kaj vse je počela, ampak kaj se je zaradi tega zgodilo. In za ženske se je zgodilo veliko.« Mateja Gaber, 2020, o Coco Chanel[11]
- »Sobota, kot jo imam v spominu, se počasi, a vztrajno oddaljuje. A bolj ko mi polzi iz rok, z večjo hitrostjo in nekontrolirano kot brzice vrejo iz najbolj nedostopnih predelov spomini, ki oživljajo tisti neponovljivi del otroštva, ki ga ni več.« Mateja Gaber, 2021, o Murski Soboti, v Svet, kot iz škatlice vzet, str. 131.